# Rechenlocher M9
Der Rechenlocher M9, auch als Z9 und Programmgesteuerte Rechenmaschine M9, vereinzelt auch Z7, bezeichnet, wurde ab 1953 von der Zuse KG für die schweizerische Mithra AG, einer Tochterfirma des amerikanischen Computerherstellers Remington Rand, produziert und von dieser weiter verkauft. Es wurde eine Serie von ca. 30 Geräten angefertigt.

## Funktionsweise
Konzipiert wurde der Rechenlocher um die automatische Addition, Subtraktion, Multiplikation und Division einer Folge von Festkommazahlen, beispielsweise {\displaystyle a\times b+c} zu ermöglichen. Die Eingaben wurden auf einer Lochkarte in das Gerät eingegeben, elektrisch abgetastet, die Berechnung durchgeführt und das Ergebnis in dieselbe Lochkarte an anderer Stelle gestanzt.
Die Programmierung erfolgte mittels fest verlöteter Steckverbindungen auf einer Tafel. Um eine andere Aufgabe zu bearbeiten, konnte die gesamte Tafel, auf der sich die Schaltung befand, ausgetauscht werden. Programmiert wurde der Rechenlocher nicht vom Kunden, sondern durch den Hersteller. Für die logischen Schaltungen kamen Relais zum Einsatz. Diese waren eine Spezialausführung von Firma Alois Zettler, da herkömmliche Relais nicht für den Dauerbetrieb ausgelegt waren.
Gerechnet wurde im Dezimalsystem, hierzu wurde der Stibitz-Code verwendet. Zum Beschleunigen des Rechenvorgangs entwickelte Zuse das Pipelining, sodass bis zu zehn Berechnungen in unterschiedlichen Rechenschritten parallel durchgeführt werden konnten.

## Geschichte
Die Entwicklung begann 1951 unter Konrad Zuse. Zunächst wurden in mechanischer Bauweise zwei Rechenlocher Z7 und Z8 für die Remington Rand gefertigt und 1952 ausgeliefert, diese wurden aber nicht praktisch eingesetzt.
Stattdessen produzierte die Zuse KG in der Folge das Rechenwerk für einen Rechenlocher der Schweizer Remington Rand. Hierbei musste die Zuse KG die eigenen an einen anderen Zweig der Remington Rand übertragenen Patente umgehen, aus diesem Grund wurde auch anstelle der Bezeichnung Z9 die Abkürzung M9 abgeleitet von der Mithra AG verwendet. Die Zuse KG übergab das in das Gehäuse eingebaute Rechenwerk der Mithra, die in dieses nun lediglich die Ein- und Ausgabegeräte einbauen musste und den Vertrieb übernahm. Eingesetzt wurde die M9 unter anderem in einem Elektrizitätswerk, einem Textilunternehmen und der Stadtverwaltung Winterthur. Letztere war Einsatzort des einzig bekannten erhaltenen Exemplars einer M9.
Der Auftrag ermöglichte zusammen mit dem Verleih der Z4 an die ETH Zürich finanziell den Aufbau der Zuse KG.
Die Mithra AG entwickelte 1956/1957 unter großer Geheimhaltung einen eigenen Prototypen für eine M10. Dieser verwendete zusätzlich Röhren als Speicher. Die Entwicklung wurde aufgrund der Verfügbarkeit der UNIVAC 120 eingestellt. Zwei Exemplare hätten an die ETH Zürich geliefert werden sollen.